# Ponnath Die Meistermetzger
Die Ponnath Die Meistermetzger GmbH ist ein deutsches Fleischwarenunternehmen, das mit einer etwa 300-jährigen Unternehmensgeschichte wirbt und aktuell von Michael Ponnath geführt wird.
Das Unternehmen produziert an zwölf Standorten Fleischwaren für den Lebensmitteleinzel- und Fachgroßhandel, aber auch Fleischersatzprodukte.
Die Geschichte von Ponnath reicht über 300 Jahre zurück. Im Jahr 1692 übte Johann Adam Ponader im bayerischen Kemnath das Metzgerhandwerk aus und gilt als Gründervater des Unternehmens. Michael Ponnath hat die Gesamtverantwortung 1998 von seinem Vater Max Ponnath übernommen. Seit 1970 arbeitet Ponnath mit überregionalem Vertrieb, der im Laufe der Zeit weiter ausgebaut wurde. Heute sind die Produkte in ganz Deutschland und im Ausland zu finden, unter anderem in Großbritannien, Frankreich, Tschechien, Polen und Hongkong.
Im Ranking der deutschen Wursthersteller rangierte Ponnath im Jahr 2019 auf Rang 6, hinter Sutter und vor Stockmeyer.

## Wachstum und Tochterunternehmen
Zwar wirbt das Unternehmen damit, ein Familienunternehmen zu sein, hat sich aber zu einem überregionalen Großunternehmen entwickelt.
Ponnath übernahm im August 2012 die insolvente Großmetzgerei Gruninger aus Freiburg-Hochdorf im Breisgau (Baden-Württemberg). Das Werk in Freiburg war der fünfte Produktionsstandort des Unternehmens. Gruninger ist heute eine Marke der zum Unternehmen gehörenden Ponnath Produktions GmbH. Zum Sortiment gehören Schwarzwälder Schinken- und Wurstspezialitäten. Im Februar 2021 wurde bekannt, dass das Freiburger Werk Ende Mai geschlossen werden soll. 65 Mitarbeitern wurde in Aussicht gestellt, zur Taifun-Tofu GmbH zu wechseln, die das Werk gekauft hat.
Im Jahr 2015 übernahm Ponnath die Rodag Food GmbH. Im Werk in Annaberg-Buchholz produzieren 70 Mitarbeiter 12.000 t Tiefkühlkost pro Jahr. Im gleichen Jahr stieg Ponnath mit der Marke Veggie Gourmet in den Markt für fleischfreie Produkte ein. Nachdem die Kapazitäten im Werk in Annaberg-Buchholz erschöpft waren, wurde im Herbst 2020 das lange ungenutzte Werk der Reinsdorfer Wurstfabrik in Reinsdorf übernommen. Hergestellt werden dort fleisch- und fischfreie Produkte.

## Schwesterunternehmen
1984 beteiligte sich Max Ponnath zu 50 % an dem Nürnberger Bratwurstproduzenten Schlütter´s Echte!. Diese Beteiligung wurde im Jahr 1998 auf 100 % ausgebaut. Der Umsatz lag im Jahr 2020 bei 37 Mio. Euro. Schlütter ist einer von vier industriellen Herstellern von Nürnberger Rostbratwürsten. Als Produkte mit geschützter geografischer Angabe (g.g.A.) dürfen diese nur von in Nürnberg ansässigen Unternehmen hergestellt werden. Die anderen drei industriellen Produzenten sind Kupfer, Forster/Wolf und HoWe Wurstwaren.
Im Jahr 2010 ging die Triptiser Wurstwaren GmbH (Triptis) in die Insolvenz. Max Ponnath übernahm das Unternehmen. Diese firmiert heute als Original Thüringer Wurstwaren GmbH. Die 38 Mitarbeiter (Stand: 2020) produzieren insbesondere thüringische Spezialitäten.

## Wurstkartell
Die Ponnath GmbH war eines der 22 Unternehmen, die sich illegal zu Preisen von Fleischwaren abgesprochen haben. Das sogenannte Wurstkartell bestand von 2003 bis 2014. Das Bundeskartellamt verhängte eine Gesamtstrafe von 338,5 Mio. Euro gegen die 22 Unternehmen und 33 Führungskräfte.